# Indie folk
Indie folk (także lo-fi indie) – gatunek muzyczny powstały z wykorzystania w rocku alternatywnym elementów muzyki folkowej. Gatunek powstał w latach 90. XX w., a w jego ukształtowaniu brali udział muzycy tacy jak Elliott Smith czy Will Oldham.
Na początku XXI w. indie folk znalazł się w zainteresowaniu wytwórni muzycznych takich jak Saddle Creek, Barsuk Records, Ramseur Records i Sub Pop. Artyści indierockowi czerpią inspirację z folkloru różnych kultur, np. muzyki Appalachów w przypadku Fleet Foxes lub muzyki celtyckiej w przypadku The Decemberists. Z kolei muzycy tacy jak Iron & Wine zaliczani są do nurtu indie folku mimo swojego eklektycznego stylu.